# Caudron C.220
Le Caudron C.220 était un biplan français biplace d'entraînement. Seuls deux d'entre eux ont été construits, avec des moteurs différents.
En juillet 1931, le Caudron C.220 est comparé aux Lorraine-Hanriot LH.10 et Morane-Saulnier MS.311 par les pilotes du Service technique de l'aéronautique à Villacoublay.
L'avion était motorisé par un 7-cylindres en étoile Salmson 7AC de 95 ch entrainant une hélice bipale métallique Chauvière.